# Verbandsgemeinde Edenkoben
Verbandsgemeinde Edenkoben é uma associação municipal da Alemanha localizada no distrito de Südliche Weinstraße, no estado da Renânia-Palatinado.

## Composição
1. Altdorf
2. Böbingen
3. Burrweiler
4. Edenkoben (sede)
5. Edesheim
6. Flemlingen
7. Freimersheim
8. Gleisweiler
9. Gommersheim
10. Großfischlingen
11. Hainfeld
12. Kleinfischlingen
13. Rhodt unter Rietburg
14. Roschbach
15. Venningen
16. Weyher in der Pfalz

## Política
Ocupação das cadeiras na cidade de Verbandsgemeinde Edenkoben:
|      | SPD | CDU | FDP | GBE | FWG | Total       |
| 2009 | 7   | 12  | 2   | 2   | 9   | 32 Cadeiras |
| 2004 | 7   | 13  | 2   | 2   | 8   | 32 Cadeiras |